# Автодорога Т-1618 (Украина)

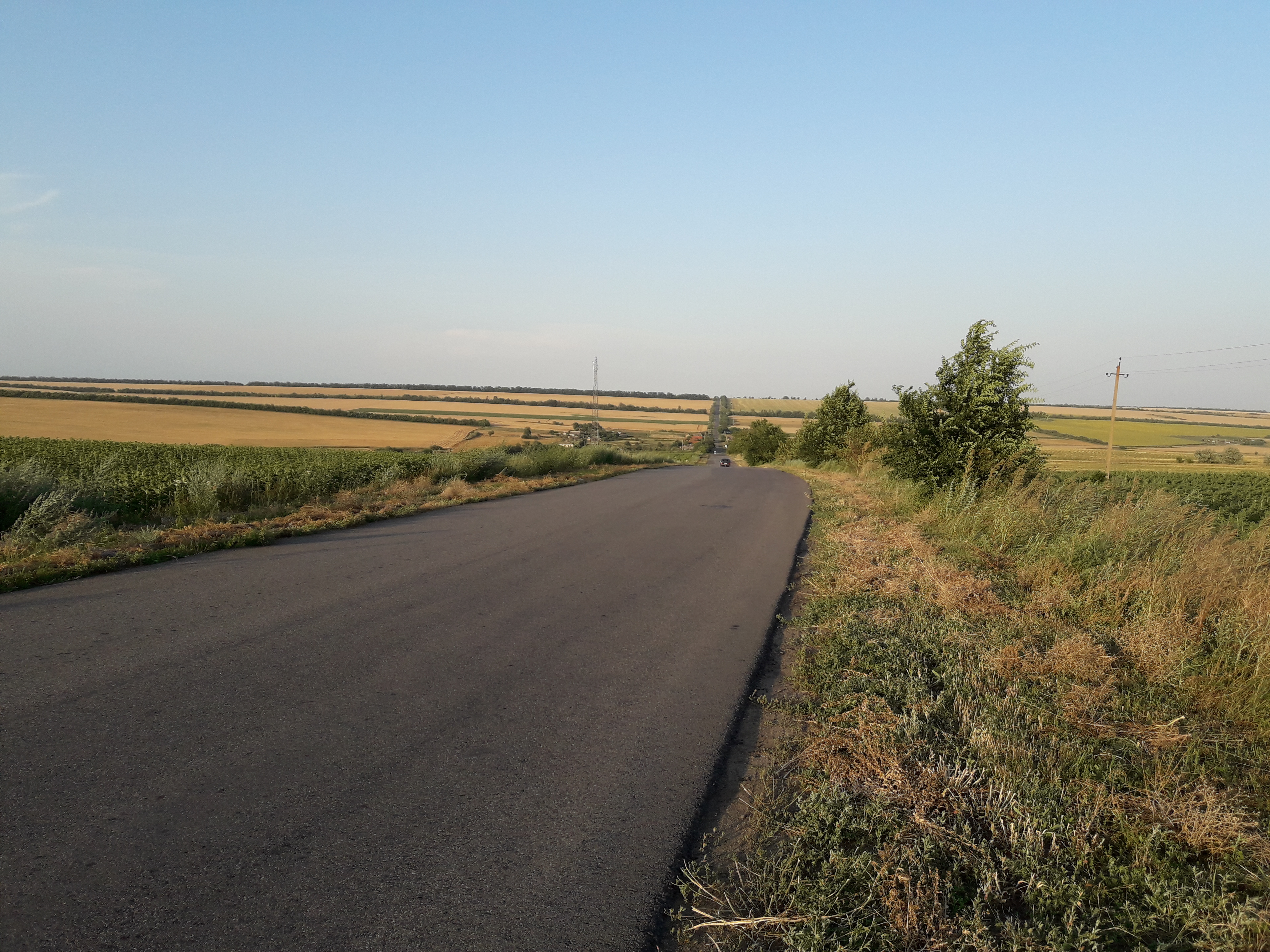

Автодорога Т-1618 — автодорога территориального значения, которая проходит только по территории Раздельнянского района Одесской области Украины, соединяя автомобильную дорогу М-05 международного значения Киев-Одесса (которая также является частью европейского автомобильного маршрута E 95) с региональной автодорогой Р-33 Винница-Кучурган, где находится пункт пропуска молдавско-украинской границы Кучурган — Первомайск.
Трасса является частью запланированного Подольского аграрного пути, призванного перераспределить транспортные потоки в сторону портов и пограничных переходов, так как Подолье имеет большой транзитный потенциал в направлении Молдавии, Румынии и Западной Европы.
Это кратчайшая трасса для маршрута Тирасполь — Киев.

## Общая длина
Общая длина автодороги: трасса Р-33 — Раздельная — Еремеевка — трасса М-05 составляет 36,786 км.

## Маршрут
В пределах Раздельнянского района Одесской области соединяет такие населённые пункты, как:
- Еремеевка
- Шеметово
- Новоукраинка
- Петро-Евдокиевка
- Раздельная (около 7 км в границах города в качестве улицы Кишинёвской)
- Степановка

От Степановки до пограничного контрольного-пропускного пункта Кучурган на границе с Молдавией по трассе Р-33 — 9 км.

## История
Часть пути от Степановки до Раздельной является в прошлом губернским подъездным путём от села Розалевка (тогда административный центр Розальевской волости) через реку Кучурган и хутор Матишев к станции Раздельная. Начинался он с села Андрияшевка (сейчас Старая Андрияшевка).